# 栟茶运河
栟茶运河，原名盐河，又名北串场河，是中華人民共和國江苏省里下河水网东南部的一条东西向的人工河道，西起海安县西南界塔子李东姜黄河东岸，向东横贯海安县南部，如东县北部，于洋口镇东南洋口外闸注入黄海。全长79.76公里，流域面积446平方公里。流域内盛产水稻、小麦、油菜和棉花等。